# Commanderie des Verchers-sur-Layon
La commanderie des Verchers-sur-Layon est une commanderie située aux Verchers-sur-Layon, en France.

## Localisation
La commanderie est située dans le département français de Maine-et-Loire, sur la commune des Verchers-sur-Layon.

## Historique
L'édifice est inscrit au titre des monuments historiques en 2005.